# Ulf Sterner
Ulf Ivar Erik Sterner (* 11. Februar 1941 in Deje) ist ein ehemaliger schwedischer Eishockeyspieler (Linksaußen), der 1965 für die New York Rangers als erster in Europa ausgebildeter Spieler in der National Hockey League spielte.

## Karriere
Schon im Alter von 15 Jahren spielte er in der 2. Liga Schwedens für Forshaga IF und der Junge sorge für großes Aufsehen. Mit 17 Jahren und neun Monaten wurde der flinke und sehr geschickte Sterner zum jüngsten Schwedischen Nationalspieler und bereits in seinem ersten Länderspiel am 12. November 1959 erzielte er auch gleich sein erstes Tor.
Man nahm ihn auch zu den Olympischen Spielen in Squaw Valley 1960 mit. In Schweden wechselte er zu Frölunda HC nach Göteborg und international nahm er regelmäßig an Weltmeisterschaften teil. Den Titel gewann er dann mit dem Tre Kronor-Team bei der Eishockey-Weltmeisterschaft 1962 in Colorado Springs und Denver, USA. Im Jahr darauf war die Eishockey-Weltmeisterschaft 1963 im heimischen Stockholm. Im vorletzten Spiel gegen Kanada besiegte Sterner mit einem Hattrick die Kanadier fast im Alleingang, doch eine knappe Niederlage im letzten Spiel gegen die Tschechoslowakei verhinderte die Titelverteidigung.
Zur Saison 1964/65 wagte er als erster Spieler, der in Europa das Eishockey erlernt hatte, den Sprung in die NHL. Neben vier Spielen bei den New York Rangers spielte er auch in den Minor Liegen bei den Baltimore Clippers in der American Hockey League und den St. Paul Rangers in der CPHL.
Er kehrte nach einem Jahr Schweden zurück und spielte dort noch einige erfolgreiche Jahre für Rögle BK und Färjestad BK. 1973 wechselte er noch für ein Jahr nach England zu den London Lions.
In den späten 80er Jahren trainierte Sterner einige Deutsche Zweitligisten. 1986/87 den SV Bayreuth, 1987/88 den Aufsteiger EC Hedos München und 1988/89 den EV Füssen.
2001 wurde er mit der Aufnahme in die IIHF Hall of Fame geehrt.

## Auszeichnungen
- 1962 Eishockey-Weltmeister
- 1963 Guldpucken
- 1964 Silbermedaille bei den Olympischen Spielen
- 1967 Silbermedaille bei der Weltmeisterschaft
- 1969 Silbermedaille bei der Weltmeisterschaft
- 1969 Bester Stürmer bei der Eishockey-Weltmeisterschaft
- 1970 Silbermedaille bei der Weltmeisterschaft
- Fünf Silbermedaillen und eine Bronzemedaille bei Eishockey-Weltmeisterschaften